# Мельниченко Валентина Григорівна
Валентина Григорівна Мельниченко (1 листопада 1946, Київ — 11 грудня 2005, там само) — українська художниця, графік; членкиня Національної спілки художників України з 1979 року.

## Життєпис
Народилася 1 листопада 1946 року в місті Києві.
З 1962 по 1964 роки навчалася у художній студії Наума Осташинського, згодом викладала у ній (1965). 1971 року закінчила Київський художній інститут (майстерня Тетяни Яблонської).
Основна спеціалізація – книжкова графіка. Співпрацювала із київськими видавництвами «Освіта» та «Веселка», де оформила книжки, серед яких «Рукавичка» (1980; 1985), «Дванадцять місяців: Настільна книга-календар на 1982» (1981, співавт.) «Пан Коцький» (1983; 1990), «Українські народні казки» (1985; 1990), «Календарик-дошколярик» (1987–94, співавт.) та багато інших.

## Ілюстрації до книг
- «От так сімеєчка!» Б. Трофимчука (1978)
- «У бобра добра багато» Михайла Стельмаха (1979)
- «Як побачити вітер?» Володимира Кухалашвілі (1980)
- «Рукавичка» (1980; 1985)
- «Дванадцять місяців: Настільна книга-календар на 1982» (1981, співавт.)
- «Загадки» (1982; 1987)
- «Пан Коцький» (1983; 1990)
- «Ходи, сонку, в колисоньку» (1983; 1989)
- «Українські народні казки» (1985; 1990)
- «Яйце-райце» (1986; 1989)
- «Королик і ведмідь» Івана Франка (1987)
- «Ліз карасик через перелазик» (1987)
- «Календарик-дошколярик» (1987–94, співавт.)
- Українська народна казка для дошкільного віку (художник – Валентина Мельниченко). Телесик. — Київ : «Веселка», 1987.
- «Реве віл на сто гір» (1988)
- «Кривенька качечка» (1988)
- «Ріпка» (1989)
- Українська народна казка для дошкільного віку (художник – Валентина Мельниченко). Телесик. — Київ : «Веселка», 1991.
- «Колючий клубочок» (1992)
- «Стоїть півень на току: Українські народні загадки» (2013)